# Zentro Basket Madrid
El Zentro Basket Madrid o más conocido como Zentro CB, es un club de baloncesto con sede en Madrid, con equipos de cantera y que juega en Tercera FEB durante la temporada 2024-25.

## Historia
Es un club fundado en 2012 por Fernando Reborio, del que además sería director deportivo y entrenador. El club posee una Academia de formación y una residencia para jugadores.
Tras varias campañas compitiendo en 1.ª Nacional, y disputando las fases finales de ascenso, en la temporada 2017-18, consigue el ascenso a Liga EBA, terminando primero en su grupo y campeón en la fase final.

### Liga EBA
En la temporada 2018-19, el club madrileño se inscribe en la Liga EBA, terminando 10.º en su grupo. En la temporada siguiente el Zentro Basket Madrid ocupaba la 5.ª posición cuando se paralizaron las competiciones por la pandemia de Covid. El club conseguirá ascender a LEB Plata al acceder a una invitación para ocupar una de las vacantes en la categoría.

### Liga LEB Plata
En la temporada 2020-21, el Zentro Basket Madrid, debuta en Liga LEB Plata, evitando el descenso al ganar el playoffs de permanencia. Sin embargo en la temporada siguiente 2022-23, en la Liga LEB Plata, Grupo Este, queda en el puesto 13.° y desciende a la liga EBA categoría en la que continua hasta la actualidad, con su nueva denominación de Tercera FEB en la temporada 2024-25.

## Instalaciones
El Zentro Basket Madrid juega en el Polideportivo Antonio Díaz Miguel, Calle Joaquín Dicente 1, 28029, Madrid, con capacidad para 2.000 espectadores. 

## Denominaciones
- Xperia Zentro San Jorge (2014-2020)
- Zentro Basket Madrid (2020-2025)

## Temporadas
| Temporada | Nivel | División     | Pos. | Postemporada              | TR    | PO  |
| --------- | ----- | ------------ | ---- | ------------------------- | ----- | --- |
| 2014-15   | 5     | 1.ª División | 1.º  | Fase final (3.º)          | –     | 5-3 |
| 2015-16   | 5     | 1.ª División | 5.º  | Fase final (3.º)          | –     | 6-3 |
| 2016-17   | 5     | 1.ª División | 4.º  | Octavos final (10.º)      | 16-6  | 1-2 |
| 2017-18   | 5     | 1.ª División | 1.º  | Fase final (1.º)/ Ascenso | 19-3  | 7-0 |
| 2018-19   | 4     | Liga EBA     | 10.º | –                         | 13-17 | –   |
| 2019-20   | 4     | Liga EBA     | 5.º  | Ascenso                   | 14-9  | –   |
| 2020-21   | 3     | LEB Plata    | 12.º | PO Permanencia            | 10-16 | 1-1 |
| 2021-22   | 3     | LEB Plata    | 13.º | Descenso                  | 10-16 | –   |
| 2022-23   | 4     | Liga EBA     | 7.º  | –                         | 16-10 | –   |
| 2023-24   | 4     | Liga EBA     | 8.º  | –                         | 13-13 | –   |
| 2024-25   | 4     | Tercera FEB  | 10.º | –                         | 11-15 | –   |

## Entrenadores
- 2012-2020  Fernando Reborio
- 2020-2021  Alonso de Madariaga
- 2021-2022  Fernando Reborio
- 2022-2024  Daniel Molina
- 2024-Actualidad  Alberto Lorenzo

## Presidentes
- 2012-Actualidad  Fernando Reborio

## Jugadores destacados
| - Pavle Titic - Rodrigo Cid - Guillermo Bastante - John Thornblom - Gana Ndiaye - Pedro García - Héctor Oceja - Isma Herrero - Imru Duke - Ailton Lopes - Juanjo Santana | - Kurt James - Amadou Doumbia - Gonçalo Delgado - Agustín Barreiro - Ondrej Hustak - Toni Naspler - Zack Tavitian - Vincent Gielen - Musa Sagnia - Ignacio Ballespín |